# Слободка-Красиловская
Слободка-Красиловская (укр. Слобідка-Красилівська) — село в Красиловском районе Хмельницкой области Украины.
Население по переписи 2001 года составляло 686 человек. Почтовый индекс — 31000. Телефонный код — 3855. Занимает площадь 3,26 км².

## Местный совет
31035, Хмельницкая обл., Красиловский р-н, с. Яворовцы, ул. Комарова, 1